# 후쿠오카현도 제25호선
25번 후쿠오카현도(일본어: 福岡県道25号門司行橋線→후쿠오카현도 25호 모지-유쿠하시선)는 후쿠오카현 기타큐슈시 모지구와 지쿠조군 지쿠조정을 사이에 이어주는 주요 지방도(현도)이다.

## 노선 정보
- 기점 : 후쿠오카현 기타큐슈시 모지구 사카에마치 (국도 제3호선, 국도 제198호선의 교점)
- 종점 : 후쿠오카현 지쿠조군 지쿠조정 (국도 제10호선의 교점)

## 연혁
- 1993년 5월 11일 : 일본 건설성에서 현도 모지 간다 선과 요바루 마쓰바라 선을 모지 유쿠하시 선으로 통합 변경하여 주요 지방도에 공식적으로 지정

## 통과하는 지자체
- 기타큐슈시 (모지구, 고쿠라미나미구)
- 미야코군 간다정
- 유쿠하시시
- 지쿠조군 지쿠조정

## 교차하는 도로

### 국도
- 국도 제3호선
- 국도 제10호선
- 국도 제198호선

### 고속도로, 기타 도로
- 기타큐슈 고속 4호선(일본어판)
- 기타큐슈시 주요 지방도 도쿠리키 구즈하라 선(일본어판)

### 현도 (県道)
- 후쿠오카현도 제223호선
- 후쿠오카현도 제262호선
- 후쿠오카현도 제71호선
- 후쿠오카현도 제254호선
- 후쿠오카현도 제39호선
- 후쿠오카현도 제245호선
- 후쿠오카현도 제246호선
- 후쿠오카현도 제244호선
- 후쿠오카현도 제294호선

## 연선
- 규슈 자동차도 : 모지 나들목, 신모지 나들목(일본어판)
- 신모지(일본어판)
- 기타큐슈 공항
- 히가시큐슈 자동차도 간다 기타큐슈 공항 나들목(일본어판)
- 항공자위대 쓰이키 기지